# Black Rooster EP
Black Rooster EP to EP'ka i pierwsze wydawnictwo zespołu The Kills. Zostało wydane w 2002 roku przez Domino Records.

## Lista utworów
1. "Cat Claw" – 3:31
2. "Black Rooster (Fuck and Fight)" – 4:24
3. "Wait" – 4:48
4. "Dropout Boogie" (Don Van Vliet, Herb Bermann) ("na żywo" w Paint It Black, 4 kwietnia, 2002) – 4:27
5. "Gum" (wstęp "Red Meat Heart") – 1:22